# 1988年世界博覽會

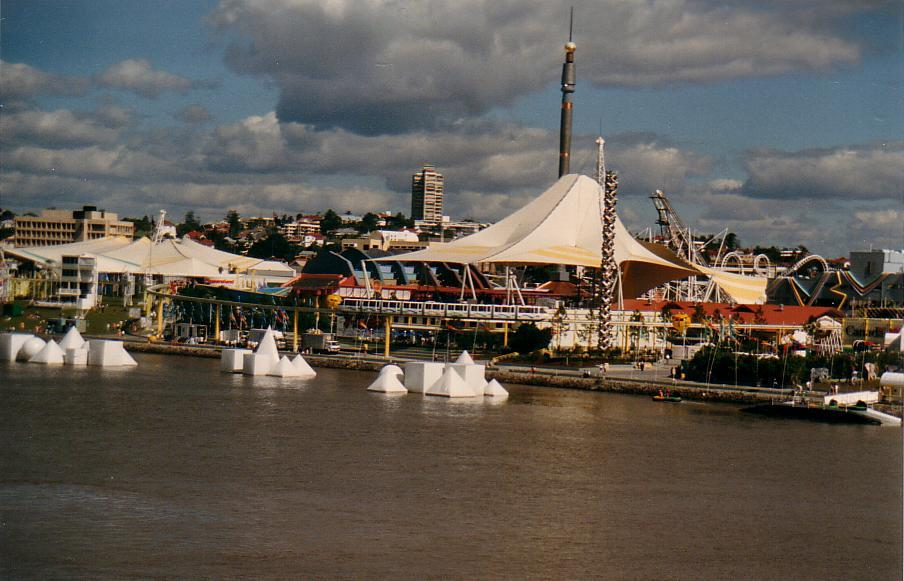

1988年世界博覽會，在澳洲的布里斯本舉行，從1988年4月30日開始至10月30日結束，共歷時184天，該次世博會的主題是「科技時代的休閒生活」。

## 外部連結
- Foundation Expo '88
- Nature Works - Expo '88